# Quetta
Quetta (in urdu کوئٹہ‎?; in pashtu  کوټه‎) è una città del Pakistan, capoluogo e maggiore centro della provincia del Belucistan e del distretto omonimo.

## Descrizione

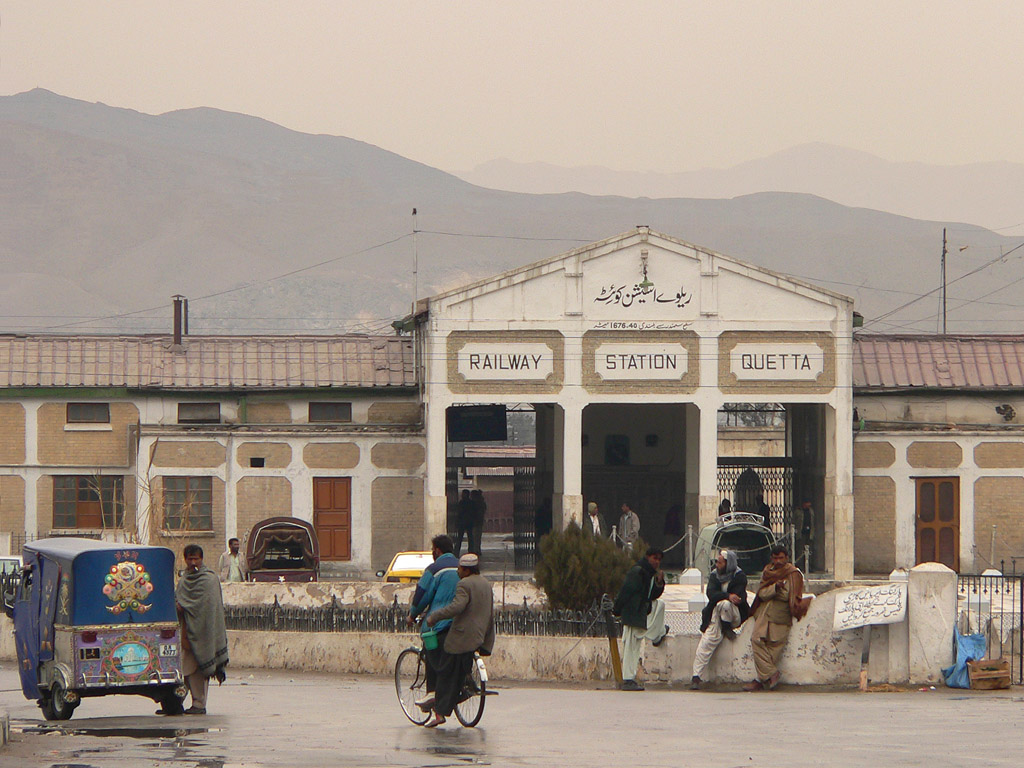
Stazione ferroviaria di Quetta.

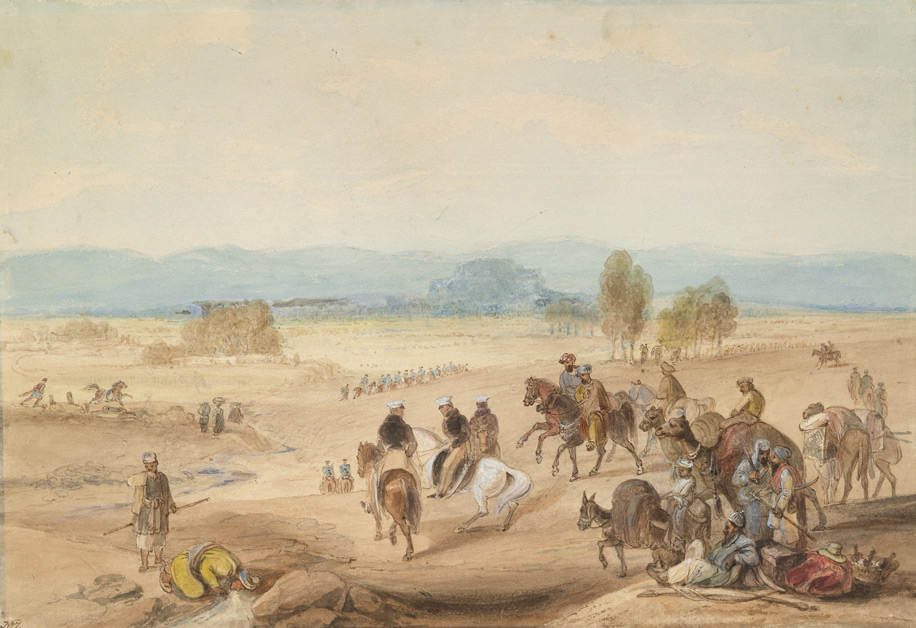
Approccio a Quetta (Baluchistan); Sir John Keane e lo staff a media distanza

È un importante centro agricolo (frutta), circondato da alte colline e montagne su tutti i lati, che ne fanno un forte naturale (da qui il nome Quetta che significa appunto "forte"). La vicinanza con la frontiera afghana ne fa un centro nevralgico per le comunicazioni ed i commerci tra Pakistan ed Afghanistan.

## Storia
Sebbene non si sappia con precisione quando la zona di Quetta sia stata abitata per la prima volta, si ritiene che il primo insediamento sia sorto intorno al VI secolo. La regione rimase sotto il dominio dell'Impero persiano sasanide e fu successivamente annessa al califfato Rashidun durante la conquista islamica del VII secolo. Fece parte dell'Impero omayyade e del califfato abbaside. La prima menzione dettagliata di Quetta appare nell'XI secolo, quando fu conquistata da Mahmud di Ghazni durante una delle sue incursioni nel subcontinente. Nel 1543 l'imperatore moghul Humayun si riposò nella città dopo il suo ritiro in Persia, lasciandovi suo figlio Akbar, di un anno, fino al suo ritorno due anni dopo. I moghul governarono Quetta fino al 1556, quando fu presa dai persiani, solo per essere riconquistata da Akbar nel 1595.
Nel 1828 un viaggiatore occidentale visitò Quetta descrivendola come una fortificazione murata circondata da 300 abitazioni di fango. Nonostante fosse stata occupata brevemente dai britannici durante la prima guerra anglo-afgana nel 1839, fu solo nel 1876 che la città passò definitivamente sotto il controllo britannico e Robert Sandeman fu nominato agente politico in Belucistan. Grazie alla sua base militare, alle sue attività commerciali e all'introduzione della frutticoltura, il distretto di Quetta è in grado di sostenere mezzo milione di persone.

## Citazioni letterarie
A Quetta si svolgono parte delle vicende narrate dallo scrittore ed educatore italiano Fabio Geda nel racconto, ispirato al viaggio attraverso il Pakistan e l'Iran del ragazzo afgano Enaiatollah Akbari, Nel mare ci sono i coccodrilli, successo editoriale del 2010.